# Konrad Tag

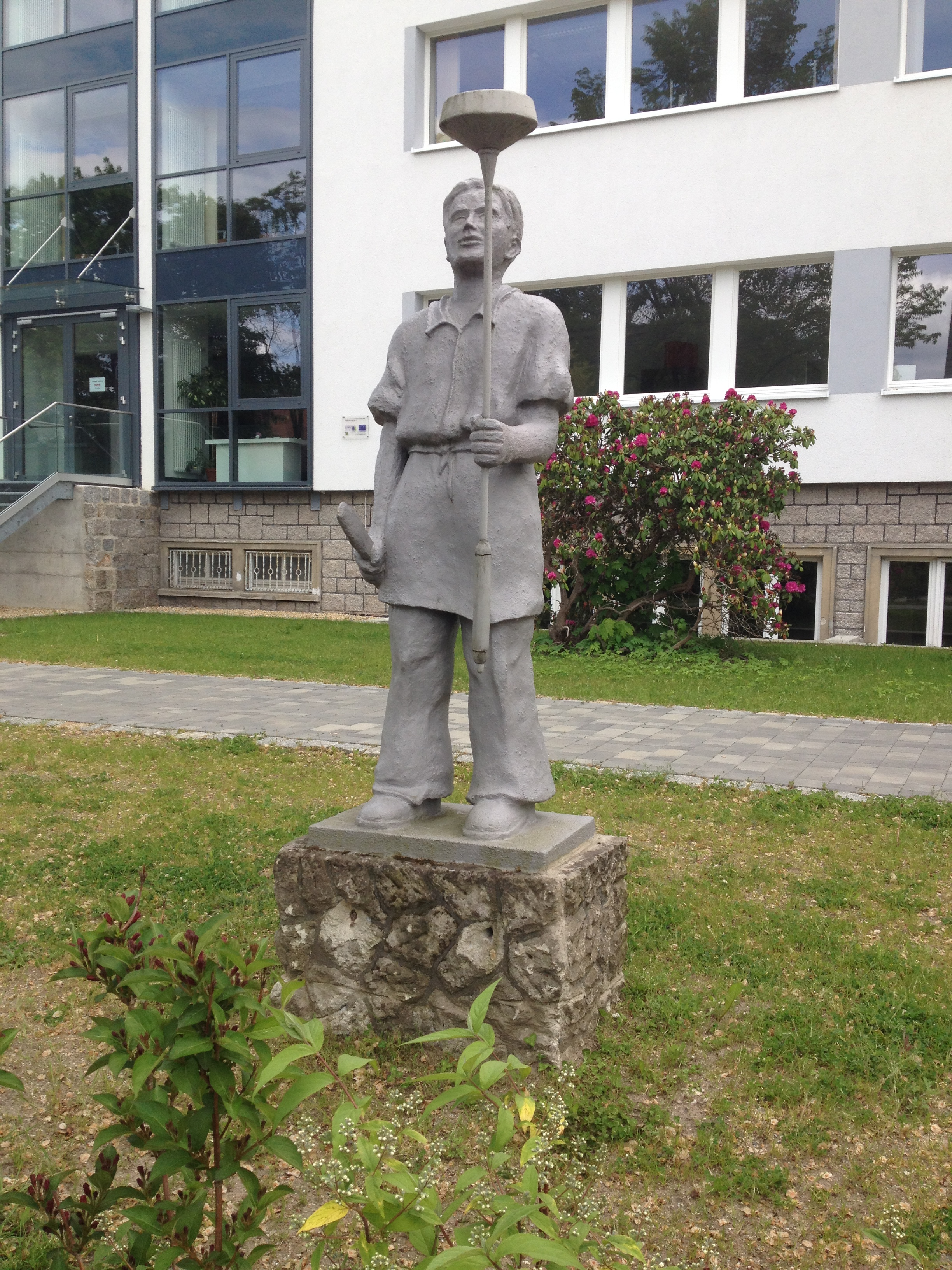
Von Tag geschaffene Statue

Konrad Tag (* 24. April 1903 in Geischen, Landkreis Guhrau in Provinz Schlesien; † 21. April 1954 in Weißwasser/Oberlausitz) war ein deutscher Glasgraveur.

## Leben
Nach dem Besuch der Volksschule in Reisen (polnisch Rydzyna), Kreis Lissa, absolvierte Konrad Tag eine Glasgraveurlehre.
Von 1919 bis 1923 besuchte er die Abteilung für Glasveredelung an der Breslauer Staatlichen Akademie für Kunst und Kunstgewerbe, wo er Unterricht in Glasgravur und Glasschliff bei dem Fachlehrer Edgar Benna (1899–1979) erhielt, einem Meister der Schreiberhauer Josephinenhütte. Daneben absolvierte er ein Bildhauerstudium an der Breslauer Kunstakademie. Nach dem Studium war er zusammen mit Rufin Klaus Koppel, einem ebenso erfolgreichen Benna-Schüler, als Graveur bei der Altheider Firma Kristallglas-Hüttenwerke Franz Wittwer tätig. 1929 bis 1932 leitete er die Abteilung Glasveredelungstechnik der Glashütte Kaiserswalde im Habelschwerdter Gebirge. Anschließend war er freischaffend in Glatz tätig. Nach Ende des Zweiten Weltkriegs wurde Konrad Tag zunächst nicht ausgewiesen und war nach 1945 für die nun polnische Kunsthochschule in Breslau tätig. 1950 erfolgte die Ausreise in die DDR, wo er sich in Weißwasser niederließ. Dort wirkte er wiederum als Glasgraveur in der Werkstatt für Glasgestaltung, starb jedoch schon vier Jahre später. Im Glasmuseum Weißwasser werden u. a. auch Glaskunstwerke von Konrad Tag ausgestellt.
Konrad Tag schuf den Entwurf für die 1953 geschaffene Statue eines Glasbläserlehrlings, die heute vor dem Berufsschulzentrum in Weißwasser steht.